# Kees Reedijk
Cornelis (Kees) Reedijk ( Rotterdam, 1 april 1921 — Zeist, 7 mei 2000) was een Nederlands bibliothecaris.
Reedijk promoveerde in 1956 aan de Rijksuniversiteit Leiden op het proefschrift The poems of Desiderius Erasmus dat als standaardwerk beschouwd wordt bij de studie van de geschriften van Erasmus. Vanaf 1958 tot 1961 was hij bibliothecaris van de Bibliotheek Rotterdam. Daarna was hij bibliothecaris (directeur) van de Koninklijke Bibliotheek te Den Haag van 1962 tot 1986 als opvolger van Leendert Brummel. In die functie van bibliothecaris-directeur was hij in 1974 sterk betrokken bij het oprichten van het Depot van Nederlandse Publicaties, het Centrum voor bibliotheekautomatisering PICA en het Nederlands Bibliografisch Centrum.
In 1972 werd Reedijk benoemd tot lid van de Koninklijke Nederlandse Akademie van Wetenschappen. In 1974 ontving hij een eredoctoraat van de Vrije Universiteit Brussel en in 1983 viel dr. dr.h.c. C. Reedijk erkenning als buitenlands lid van de Koninklijke Vlaamse Academie van België voor Wetenschappen en Kunsten ten deel.
In zijn vroege jaren was Kees Reedijk voornamelijk bekend vanwege zijn vertaling, in 1947 tezamen met Alfred Kossmann, van Alice's Adventures in Wonderland onder de titel De avonturen van Alice, waarbij het non-sense gedicht 'Jabberwocky' vertaald werd als Wauwelwok.